# إدوارد دوق كينت
الأمير إدوارد دوق كينت (بالإنجليزية: Prince Edward, Duke of Kent) (الاسم الكامل: إدوارد جورج نيكولاس بول باتريك، مواليد 9 أكتوبر 1935) هو حفيد الملك جورج الخامس والملكة ماري ويحمل لقب دوق كينت منذ عام 1942.

## عن حياته
ولد الأمير إدوارد في 9 أكتوبر 1935، في العاصمة البريطانية لندن وتزوج من كاثرين دوقة كينت في عام 1961.

## روابط خارجية
- إدوارد دوق كينت على موقع مونزينجر (الألمانية)